# Taxa mínima de retorn acceptable
En els negocis i en l'economia de l'enginyeria la taxa de rendibilitat mínima acceptable, sovint abreujada MARR, o taxa d'obstacles és la taxa mínima de rendibilitat d'un projecte que un gerent o una empresa està disposat a acceptar abans d'iniciar un projecte., donat el seu risc i el cost d'oportunitat de renunciar a altres projectes. Un sinònim vist en molts contextos és la taxa de rendibilitat mínima atractiva.
La taxa d'obstacles s'utilitza sovint com a sinònim de taxa de tall, punt de referència i cost de capital. S'utilitza per realitzar anàlisis preliminars dels projectes proposats i, generalment, augmenta amb l'augment del risc.

## Determinació de la taxa d'obstacles
Normalment, la taxa d'obstacles es determina avaluant les oportunitats existents per expandir les operacions, la taxa de retorn de les inversions i altres factors que la direcció considera pertinents. Per exemple, suposem que un gestor té coneixement que invertir en un projecte conservador, com ara adquirir bons o altres projectes sense risc, produeix una taxa de rendibilitat coneguda. En l'avaluació d'un nou projecte, el gestor pot utilitzar la taxa de rendibilitat del projecte conservador com a TIR mínima (Taxa Interna de Rendibilitat mínima requerida). Això significa que el gestor només procedirà amb el nou projecte si la seva rendibilitat anticipada supera la TIR mínima, almenys en la prima de risc associada al nou projecte.
També es pot adjuntar una prima de risc a la taxa d'obstacles si la direcció considera que les oportunitats específiques contenen inherentment més risc que altres que es podrien perseguir amb els mateixos recursos. Un mètode comú per avaluar una taxa d'obstacles és aplicar el mètode del flux d'efectiu descomptat al projecte, que s'utilitza en els models de valor actual net. La taxa d'obstacles determina la rapidesa amb què el valor del dòlar disminueix en el temps, cosa que, entre parèntesis, és un factor important per determinar el període d'amortització del projecte de capital quan es descompten els estalvis previstos i la despesa als termes actuals. La majoria de les empreses utilitzen una taxa d'obstacles del 12%, que es basa en el fet que l'S&P 500 normalment produeix rendiments entre el 8% i l'11% (anualitzat). Les empreses que operen en indústries amb mercats més volàtils poden utilitzar una taxa lleugerament més alta per compensar el risc i atraure inversors.
La taxa d'obstacles s'utilitza sovint com a sinònim de taxa de tall, punt de referència i cost de capital. Diferents organitzacions poden tenir interpretacions lleugerament diferents, de manera que quan diverses organitzacions (per exemple, una empresa inicial i una empresa de capital de risc) estan discutint la idoneïtat d'invertir en un projecte, és important que la comprensió del terme per ambdues parts sigui compatible amb aquest propòsit. La taxa d'obstacles és sempre més alta (generalment de manera significativa) que el cost del capital, ja que, en general, cap projecte el porta a terme una entitat amb ànim de lucre que no tingui una taxa de rendiment esperada superior al cost del capital (és a dir, un benefici) i cada El projecte té un risc (que s'ha de compensar).

## Anàlisi del projecte
Quan s'ha proposat un projecte, primer ha de passar per una anàlisi preliminar per tal de determinar si té o no un valor actual net positiu utilitzant el MARR com a taxa de descompte. El MARR és la taxa objectiu per a l'avaluació de la inversió del projecte. Això s'aconsegueix creant un diagrama de flux de caixa per al projecte i movent totes les transaccions d'aquest diagrama al mateix punt, utilitzant el MARR com a tipus d'interès. Si el valor resultant en aquest punt és zero o superior, el projecte passarà a la següent fase d'anàlisi. En cas contrari, es descarta. El MARR generalment augmenta amb l'augment del risc.

## Valors típics
El MARR sovint es descompon en la suma dels components següents (range de valors típics que es mostra):
- Taxa d'interès tradicional sense inflació per a préstecs sense risc: 3-5%
- Taxa d'inflació prevista: 5%
- El canvi previst en la taxa d'inflació, si n'hi ha, durant la vida de la inversió: normalment es pren al 0%
- El risc d'incompliment d'un préstec: 0-5%
- El perfil de risc d'una empresa concreta: 0-5% i més